# Fuente de los Tritones

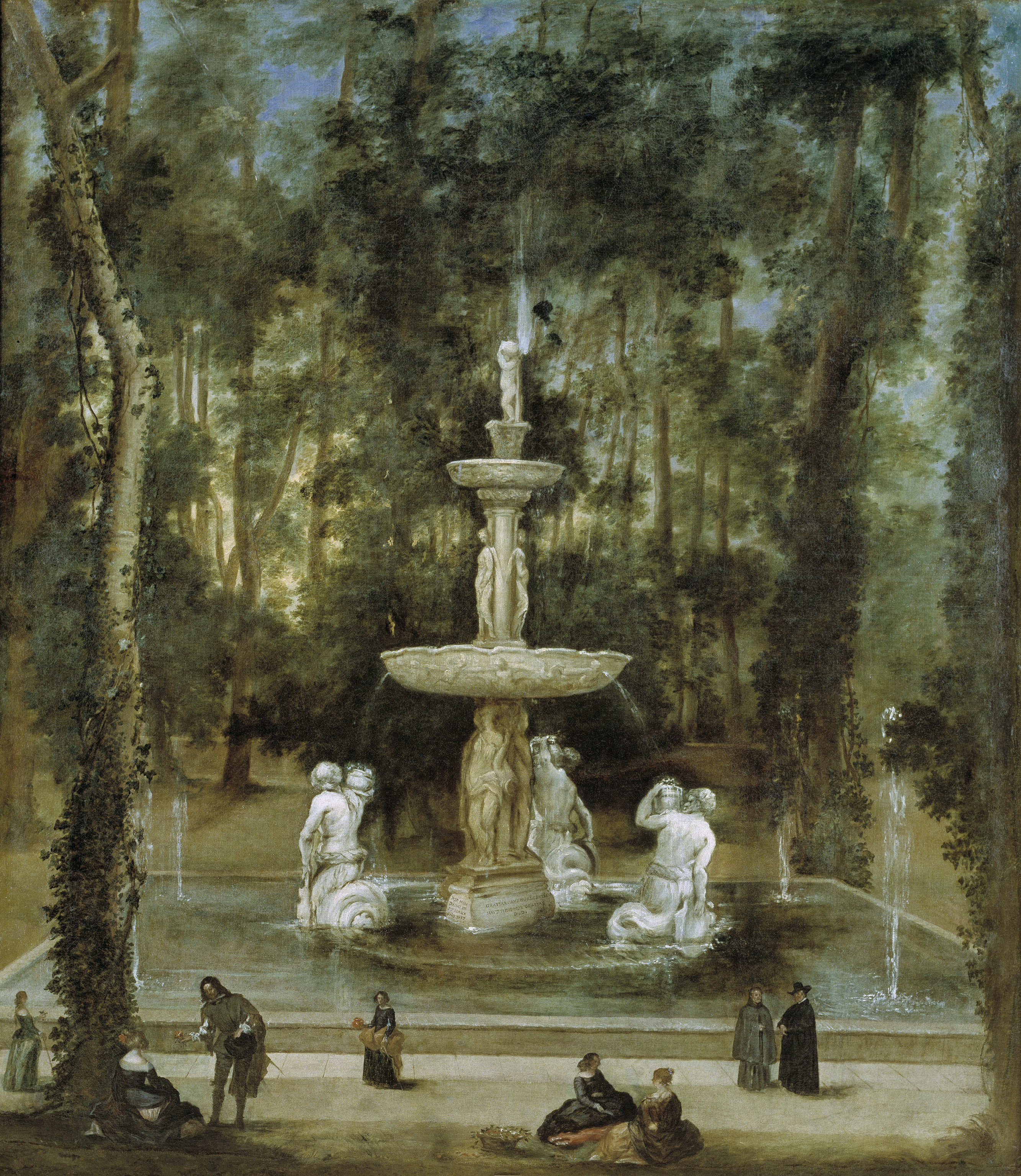
La fuente de los Tritones en su emplazamiento original del Jardín de la Isla, en Aranjuez. Óleo sobre lienzo del taller de Velázquez hacia 1657. Museo del Prado.

La fuente de los Tritones es una fuente monumental instalada desde 1846 en los jardines del Campo del Moro del Palacio Real de Madrid, habiendo permanecido antes –desde 1657– en el jardín de la Isla, en Aranjuez. Se desconoce su autor y se considera la fuente monumental más antigua conservada en la capital de España.

## Historia
Se construyó copiando una que había en el Jardín de la Reina, en el conjunto del Palacio del Buen Retiro, y los primeros documentos que la mencionan datan de 1656, cuando el rey Felipe IV ordenó construirla para el jardín de la Isla, en Aranjuez, para adornar una plazoleta próxima a la ría de este conjunto ajardinado y al río Tajo. Allí la vieron el viajero Bertaut que, admirado por sus juegos de agua, la describió en 1669. También la mencionan Antonio Ponz y Juan Álvarez de Colmenar. Aunque su estructura y los tritones recuerdan ejemplos sicilianos y de Bernini, se considera de obra española por la menuda proporción de las ninfas que la adornan, a diferencia de las italianas, más rotundas.
En 1844, el arquitecto Narciso Pascual y Colomer, autor de los proyectos de ordenación urbanística del entorno del Palacio Real de Madrid (entre ellos, los trazados de la plaza de Oriente y del Campo del Moro), solicitó el traslado de la fuente de los Tritones a este último jardín en el que, tras proporcionarle un pilón nuevo, fue instalada en 1846.

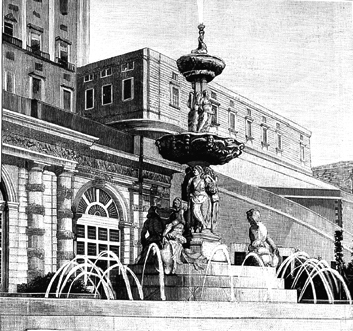
La Fuente de los tritones al pie del Palacio Real cuando los jardines estaban aún en fase de construcción, en la colección La Ilustración Española y Americana, con el título Mejoras en el Real Palacio de Madrid, en 1894.

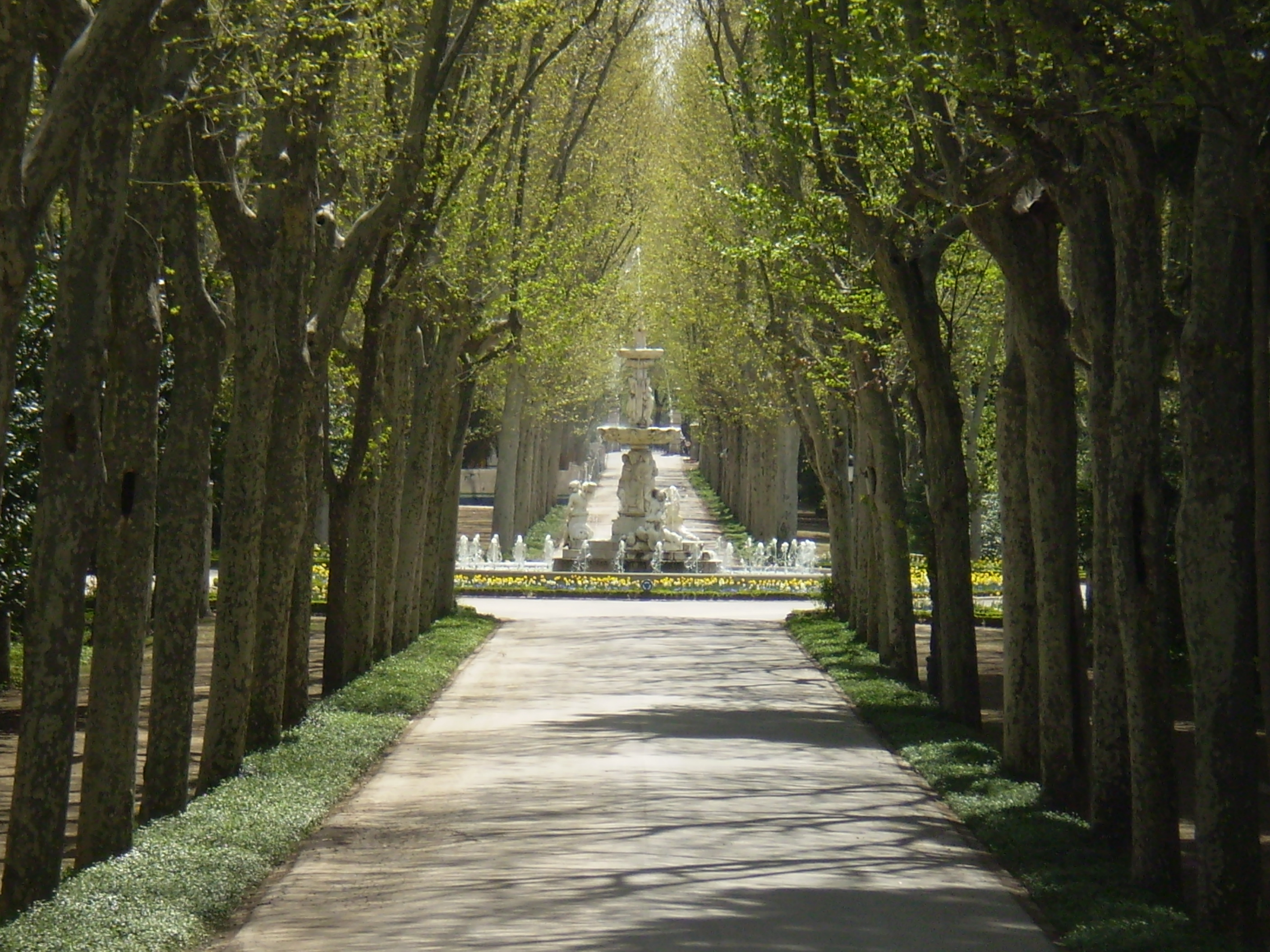
La Fuente de los Tritones en 2008.

Fruto de su iniciativa, también fue instalada en este recinto la fuente de las Conchas, procedente del Palacio del Infante don Luis, de Boadilla del Monte (Madrid).

## Descripción
La fuente, realizada en mármol blanco, se asienta sobre una base articulada alrededor de tres plataformas a modo de escalera y que se sitúa en el centro de un pilón circular. Recibe su nombre popular de los tritones mitológicos que aparecen representados mediante tres figuras ancianas, emplazadas en la base de la fuente, rodeando una columna formada por tres cuerpos. Las citadas esculturas se apoyan sobre sus colas y muestran sus troncos erguidos, en insinuante actitud andante. Tienen levantado un brazo, con el que se llevan una vasija al hombro, y el otro extendido, sujetando un plato contra la espalda. Los tres cuerpos de la columna están separados mediante tazas, profusamente ornamentadas. Los dos primeros están decorados con grupos escultóricos femeninos, que flanquean los lados, mientras que el tercero, de menores dimensiones, integra un amorcillo.